# Kościół Nawiedzenia Najświętszej Maryi Panny w Strzalinach
Kościół Nawiedzenia Najświętszej Maryi Panny w Strzalinach - drewniany kościół filialny we wsi Strzaliny, w gminie Tuczno, w powiecie wałeckim, w województwie zachodniopomorskim.

## Historia
Świątynia została wybudowana w 1740 roku. Restaurowana w latach 70. XX wieku i 2006 roku – wymieniono szalunek i pokrycie dachu.

## Architektura
Świątynia drewniana, posiadająca konstrukcję zrębową. Budowla salowa, nie ma wyodrębnionego od nawy prezbiterium, jest zamknięta dwubocznie. Z boku nawy umieszczona jest zakrystia. Dach ma jedną kalenicę, i jest pokryty dachówką. Wnętrze kościoła jest otynkowane. Strop belkowy płaski jest podparty czterema słupami. Chór muzyczny jest popdparty dwoma słupami i posiada prosty parapet. 

## Wyposażenie
Belka tęczowa posiada żeliwny krucyfiks z końca XIX wieku. Ołtarz główny wykonany w stylu późnobarokowym pochodzi z końca XVIII wieku. Żyrandol wykonany z miedzi w 1861 roku. Dzwonnica współczesna wykonana z metalu. Świątynia jest ogrodzona kamiennym murem.